# Brandy Senki
Brandy Senki (jap. ブランデー戦記) – trzyosobowy japoński zespół rockowy z Osaki, założony w 2022 roku. Trio składa się z wokalistki i gitarzystki Hazuki, basistki Minori i perkusisty Bori. Zespół wydał swój debiutancki singel „Musica” w grudniu 2022 roku. Pierwsza EP-ka „Jinrui metsubou Wonderland”, wydana w sierpniu 2023 roku, zdobyła „Niebieską” nagrodę w 16. edycji „CD Shop Awards 2024”.

## Historia
Zespół został założony 17 sierpnia 2022 roku w Osace. W grudniu tego samego roku wydał singel „Musica”, który stał się wielkim hitem.
Swoją pierwszą EP-kę „Jinrui metsubou Wonderland” wydali w styczniu 2023 roku rozpoczynając działalność na pełną skalę. W sierpniu zespół odbył pierwszą krajową trasę koncertową. Następnie w grudniu 2023 roku grupa ogłosiła cyfrowy singel „A Box of Stockholm”, a pod koniec roku pojawiła się na dużym festiwalu „Buzz Rhythm LIVE 2023” i „COUNTDOWN JAPAN 23/24”.
W styczniu 2024 roku trio zdobyło drugie miejsce w programie NTV „Buzz Rhythm 02”. W tym samym miesiącu zespół zorganizował bardzo udaną trasę koncertową w Tokio, Nagoi i Osace. Następnie wystąpił na czołowych wiosennych festiwalach, takich jak „JAPAN JAM 2024” i „VIVA LA ROCK 2024”. 7 sierpnia grupa wypuściła singel „Nightmarish”, który znalazł się w limitowanej dystrybucji. Zespół Brandy Senki wydał 21 sierpnia swoją drugą EP-kę „A Nightmare Week” po prawie roku, od czasu wydania poprzedniej. 29 listopada zespół przeprowadził transmisję na żywo na YouTube. W jej trakcie ogłoszono, że wiosną przyszłego roku zadebiutuje w dużej wytwórni, którą okazała się Universal Sigma działająca jako część Universal Music Japan. Poinformowano również, że pierwszy album grupy ukaże się w kwietniu 2025 roku. 31 grudnia 2024 roku zespół pojawił się ponownie na festiwalu „COUNTDOWN JAPAN 24/25”.
Pierwszy albumu zespołu zatytułowany „Brandy Senki” został wydany 14 maja 2025 roku.

## Członkowie
- Hazuki (蓮月) – wokal, gitara, tekst, kompozycja
- Minori (みのり) – gitara basowa
- Bori (ボリ) – perkusja

## Dyskografia

### Singel
| Data wydania      | Tytuł                                   | Utwory                          | Tekst i kompozycja | Uwagi |
| ----------------- | --------------------------------------- | ------------------------------- | ------------------ | --- |
| 31 grudnia 2022   | Musica                                  | 1. Musica                       | * Hazuki           | * Limitowana dystrybucja * 14 czerwca 2023 singel sprzedawany wyłącznie w Tower Records Shibuya * 27 czerwca 2023 singel sprzedawany w siedmiu sklepach Tower Records w całym kraju, ze specjalną płytą CD zawierającą piosenkę „Kids” |
| 8 lipca 2023      | Kids                                    | 1. Kids                         | * Hazuki           | * Limitowana dystrybucja |
| 27 grudnia 2023   | ストックホルムの箱 (A Box of Stockholm) | 1. ストックホルムの箱           | * Hazuki           | * Limitowana dystrybucja |
| 7 sierpnia 2024   | 悪夢のような (Nightmarish)              | 1. 悪夢のような                 | * Hazuki           | * Limitowana dystrybucja |
| 20 listopada 2024 | 27:00                                   | 1. 27:00                        | * Hazuki           | * Limitowana dystrybucja |
| 12 lutego 2025    | ラストライブ (Last Live)                | 1. ラストライブ                 | * Hazuki           | * Limitowana dystrybucja |
| 19 marca 2025     | The End of the F***ing World            | 1. The End of the F***ing World | * Hazuki           | * Limitowana dystrybucja |
| 25 kwietnia 2025  | Fix                                     | 1. Fix                          | * Hazuki           | * Limitowana dystrybucja |

### EP
| # | Tytuł                                               | Utwory | Informacje                                              | Uwagi                                                                       |
| - | --------------------------------------------------- | --- | ------------------------------------------------------- | --------------------------------------------------------------------------- |
| 1 | 人類滅亡ワンダーランド (Jinrui metsubou Wonderland) | Lista utworów 1. Musica 2. 僕のスウィーティー (My Sweetie) 3. 黒い帽子 4. サプリ 5. Kids 6. Utwór bonusowy (tylko CD)                                                | - Wydany: 9 sierpnia 2023 - Tekst i kompozycja: Hazuki  | * Pierwsze wydanie dystrybuowane w kraju * Numer katalogowy: CD – BSJR-0002 |
| 2 | 悪夢のような1週間 (A Nightmare Week)                | Lista utworów 1. Kids 2. Coming-of-age Story 3. 土曜日：高慢 (Saturday : PRIDE) 4. 悪夢のような (Nightmarish) 5. Twin Ray 6. ストックホルムの箱 (A Box of Stockholm) | - Wydany: 21 sierpnia 2024 - Tekst i kompozycja: Hazuki | * Numer katalogowy: CD – UPCM-1011                                          |

### Album
| # | Data wydania | Tytuł        | Informacje                                                    | Uwagi                                              |
| - | ------------ | ------------ | ------------------------------------------------------------- | -------------------------------------------------- |
| 1 | 14 maja 2025 | Brandy Senki | - Wydawca: Universal Music Japan - Tekst i kompozycja: Hazuki | * Numer katalogowy: CD – UMCK-1794 DVD – UMCK-7268 |

## Wideografia

### Teledyski
| Tytuł                                              | Rok  | Reżyser            | Przy.  |          |      |        |        |
| -------------------------------------------------- | ---- | ------------------ | ------ | -------- | ---- | ------ | ------ |
| Tytuł                                              | Rok  | Reżyser            | Przy.  | „Musica” | 2022 | Hazuki | [ 10 ] |
| „Kids”                                             | 2023 | RINJIN             | [ 11 ] |          |      |        |        |
| „僕のスウィーティー” (My Sweetie)                  | 2023 | 留置太輔           | [ 12 ] |          |      |        |        |
| „ストックホルムの箱” (A Box of Stockholm)          | 2023 | Shun Takeda        | [ 13 ] |          |      |        |        |
| „悪夢のような” (Nightmarish)                       | 2024 | YUJI OKI           | [ 14 ] |          |      |        |        |
| „Coming-of-age Story”                              | 2024 | Nathalie Scarlette | [ 15 ] |          |      |        |        |
| „悪夢のような - Acoustic” (Nightmarish - Acoustic) | 2024 |                    | [ 16 ] |          |      |        |        |
| „27:00”                                            | 2024 | Luke Casey         | [ 17 ] |          |      |        |        |
| „ラストライブ” (Last Live)                         | 2025 | Nathalie Scarlette | [ 18 ] |          |      |        |        |
| „The End of the F***ing World”                     | 2025 | UMMMI.             | [ 19 ] |          |      |        |        |
| „Fix”                                              | 2025 | Nathalie Scarlette | [ 20 ] |          |      |        |        |